# Perpetuum Mobile
Perpetuum Mobile è un cortometraggio d'animazione del 2006 diretto da Raquel Ajofrin ed Enrique García e basato sulla vita del pittore italiano Leonardo da Vinci.

## Riconoscimenti
- Bilbao International Festival of Documentary and Short Films 2006: Primo Premio: Miglior Sceneggiatura (Raquel Ajofrin, Enrique García)
- California Independent Film Festival 2007: Slate Award: Animazione - Migliore della Categoria (Raquel Ajofrin, Enrique García)
- Cartagena Film Festival 2007: Premio Cinematografico Colombiano: Miglior Cortometraggio d'Animazione (Raquel Ajofrin, Enrique García)
- Nomination al Premio Goya 2008: Miglior Cortometraggio d'Animazione (Raquel Ajofrin, Enrique García)
- Las Vegas International Film Festival 2007: Premio della Giuria: Miglior Animazione (Raquel Ajofrin, Enrique García)
- Park City Film Music Festival 2007: Medaglia d'Oro per l'Eccellenza: Miglior Cortometraggio d'Animazione (Raquel Ajofrin, Enrique García, Aritz Villodas)
- Sitges - Catalonian International Film Festival 2007: Miglior Cortometraggio d'Animazione - Segnalazione Speciale (Raquel Ajofrin, Enrique García)